# Messier 17
A Messier 17 (más néven M17 vagy NGC 6618) egy emissziós köd és nyílthalmaz a Nyilas csillagképben. További elnevezései: Omega-köd, Patkó-köd, Hattyú-köd.

## Felfedezése
A ködöt 1745-46-ban fedezte fel Philippe Loys de Chéseaux, ám mivel felfedezése nem vált széles körben ismertté, Charles Messier függetlenül újra megtalálta, majd 1764. június 3-án katalogizálta a ködöt.

## Tudományos adatok
A köd mintegy 35 csillagból álló nyílthalmazt takar, fénylése ezektől ered. Ezen belül a köd magjában egy kompaktabb csoport is elkülönül.

## Megfigyelési lehetőség
Nagyon kedvező körülmények között szabad szemmel is észlelhető.

## Galéria
- John Herschel első rajza a ködről